# Ld
ld nebo LD je instrukce procesoru Z80. Název instrukce je odvozen od anglického slova load(Wikislovník). Instrukce může naplnit hodnotu registru konstantou, přenášet hodnotu mezi dvěma registry a přenášet hodnotu mezi registrem a místem v paměti, přičemž může pracovat jak se samostatnými registry tak s dvojicemi registrů.

## Varianty instrukce
Různé varianty instrukce ld se liší zápisem. Pokud instrukce pracuje s jednobytovým (osmibitovým) operandem, je tento operand označován jedním písmenem, pokud instrukce pracuje s dvojbytovým (šestnáctibitovým) operandem, je tento operand označován dvěma písmeny, pokud instrukce pracuje s paměťovým místem, jsou v zápisu instukce použita dvě písmena v závorkách. U instrukcí ld, které pracující s číselným operandem, je tento operand označován následujícím způsobem:
- N - osmibitový bezznaménkový operand,
- NN - šestnáctibitový bezznaménkový operand,
- ±N - osmibitový znaménkový operand.

První operand instrukce označuje, kam se má hodnota přenést, druhý operand označuje, odkud se má hodnota přenést.

### Operace s osmibitovými operandy

#### Naplnění registru konstantou
| Naplnění registru konstantou | Naplnění registru konstantou | Naplnění registru konstantou | Naplnění registru konstantou | Naplnění registru konstantou | Naplnění registru konstantou | Naplnění registru konstantou |
| ---------------------------- | ---------------------------- | ---------------------------- | ---------------------------- | ---------------------------- | ---------------------------- | ---------------------------- |
| ld a,N                       | ld b,N                       | ld c,N                       | ld d,N                       | ld e,N                       | ld h,N                       | ld l,N                       |

Instrukce slouží k naplnění registru konstantou. Délka instrukce je dva byty, druhý byte obsahuje hodnotu konstanty.
| Kód instrukce | Kód instrukce | Kód instrukce | Kód instrukce  | Kód instrukce  | Kód instrukce  | Kód instrukce | Kód instrukce | Kód instrukce |
| ------------- | ------------- | ------------- | -------------- | -------------- | -------------- | ------------- | ------------- | ------------- |
|               | 7             | 6             | 5              | 4              | 3              | 2             | 1             | 0             |
| 1. byte       | 0             | 0             | cílový registr | cílový registr | cílový registr | 1             | 1             | 0             |
| 2. byte       | konstanta     | konstanta     | konstanta      | konstanta      | konstanta      | konstanta     | konstanta     | konstanta     |

Obecně je možné tuto instrukci zapsat jako ld r,N, kde r je zástupný symbol pro některý z registrů procesoru A, B, C, D, E, H a L. Instrukce ke svému vykonání potřebuje 2 M-cykly a doba jejího vykonání trvá 7 T-cyklů. Registr, se kterým instrukce pracuje, zakódován v třetím až pátém bitu operačního kódu instrukce. Tato trojice bitů je jednotlivým registrům přiřazena jako:
111 - registr A , 000 - registr B, 001 - registr C, 010 - registr D, 011 - registr E, 100 - registr H, 101 - registr L.
Kombinace bitů označujících registr může nabývat i hodnoty 110, v tomto případě se jedná o instrukci ld, která ale místo s registrem pracuje s paměťovým místem na adrese HL (viz níže), v případě jiných variant instrukce ld pro osmibitové přenosy může kombinace 110 znamenat, že se o instrukci ld nejedná.
Odpovídajícími instrukcemi v instrukční sadě procesoru Intel 8080 jsou instrukce MVI. Instrukce ld a MVI trvají stejný počet T-cyklů.

#### Přesun hodnoty mezi dvěma registry
| Přesun hodnoty mezi dvěma registry | Přesun hodnoty mezi dvěma registry | Přesun hodnoty mezi dvěma registry | Přesun hodnoty mezi dvěma registry | Přesun hodnoty mezi dvěma registry | Přesun hodnoty mezi dvěma registry | Přesun hodnoty mezi dvěma registry |
| ---------------------------------- | ---------------------------------- | ---------------------------------- | ---------------------------------- | ---------------------------------- | ---------------------------------- | ---------------------------------- |
| ld a,a                             | ld b,a                             | ld c,a                             | ld d,a                             | ld e,a                             | ld h,a                             | ld l,a                             |
| ld a,b                             | ld b,b                             | ld c,b                             | ld d,b                             | ld e,b                             | ld h,b                             | ld l,b                             |
| ld a,c                             | ld b,c                             | ld c,c                             | ld d,c                             | ld e,c                             | ld h,c                             | ld l,c                             |
| ld a,d                             | ld b,d                             | ld c,d                             | ld d,d                             | ld e,d                             | ld h,d                             | ld l,d                             |
| ld a,e                             | ld b,e                             | ld c,e                             | ld d,e                             | ld e,e                             | ld h,e                             | ld l,e                             |
| ld a,h                             | ld b,h                             | ld c,h                             | ld d,h                             | ld e,h                             | ld h,h                             | ld l,h                             |
| ld a,l                             | ld b,l                             | ld c,l                             | ld d,l                             | ld e,l                             | ld h,l                             | ld l,l                             |

Instrukci je možné obecně zapsat jako ld r1,r2, kde r1 a r2 jsou zástupné symboly pro některý z registrů procesoru A, B, C, D, E, H a L, a slouží k přesunu hodnoty mezi dvěma registry. Délka instrukce je jeden byte.
| Kód instrukce | Kód instrukce | Kód instrukce | Kód instrukce  | Kód instrukce  | Kód instrukce  | Kód instrukce    | Kód instrukce    | Kód instrukce    |
| ------------- | ------------- | ------------- | -------------- | -------------- | -------------- | ---------------- | ---------------- | ---------------- |
|               | 7             | 6             | 5              | 4              | 3              | 2                | 1                | 0                |
| 1. byte       | 0             | 1             | cílový registr | cílový registr | cílový registr | zdrojový registr | zdrojový registr | zdrojový registr |

Instrukce ke svému vykonání potřebuje 1 M-cyklus a doba jejího vykonání trvá 4 T-cykly. Zdrojový i cílový registr jsou v operačním kódu instrukce kódovány stejným způsobem, jak v případě instrukce pro naplnění registru konstantou ld r,N. Instrukce používající stejný registr jako zdrojový i cílový nedělají žádnou smysluplnou akci, k jejich zařazení do instrukčního souboru vedly hardwarové důvody.
Počítač Sprinter využívá ve svém hardwaru těchto „nic nedělajících“ instrukcí k ovládání hardwarového akcelerátoru.
Odpovídajícími instrukcemi v instrukční sadě procesoru Intel 8080 jsou instrukce MOV. Instrukce ld je o jeden T-cyklus rychlejší, než instrukce MOV.

##### Přesun hodnoty z/do speciálního registru
| Speciální registry | Speciální registry |
| ------------------ | ------------------ |
| ld a,i             | ld a,r             |
| ld i,a             | ld i,r             |

Hodnoty z/do registru I a registru R lze předášet pouze do/z registru A. Délka instrukce k přenosu mezi registrem A a speciálním registrem je dva byty, první byte je prefix ED.
| Kód instrukce | Kód instrukce | Kód instrukce | Kód instrukce | Kód instrukce | Kód instrukce | Kód instrukce | Kód instrukce | Kód instrukce |
| ------------- | ------------- | ------------- | ------------- | ------------- | ------------- | ------------- | ------------- | ------------- |
|               | 7             | 6             | 5             | 4             | 3             | 2             | 1             | 0             |
| 1. byte       | 1             | 1             | 1             | 0             | 1             | 1             | 0             | 1             |
| 2. byte       | 0             | 1             | 0             | S             | R             | 1             | 1             | 1             |

Instrukce ke svému vykonání potřebuje 2 M-cykly a doba jejího vykonání trvá 9 T-cyklů. Zdrojový a cílový registr jsou v instrukci kódovány pomocí dvou bitů, kdy bit S určuje směr přenosu (0 - z registru A, 1 - do registru A) a bit R určuje, se kterým registrem bude instrukce pracovat (0 - registr I, 1 - registr R). Instrukce které přenášejí obsah speciálních registrů do registru A navíc jako jediné dvě instrukce ld nastavují příznaky. Po vykonání těchto dvou instrukcí je do příznaku P/V je přenesen stav klopného obvodu IFF, který určuje, zda je povolené či zakázané přerušení.

#### Zápis konstanty na adresu v paměti
| Zápis konstanty na adresu v paměti |
| ---------------------------------- |
| ld (hl),N                          |

Instrukce slouží k uložení uložení konstanty na určenou adresu v paměti. Adresa, na kterou se konstanta uloží je určena obsahem registru HL.
| Kód instrukce | Kód instrukce | Kód instrukce | Kód instrukce | Kód instrukce | Kód instrukce | Kód instrukce | Kód instrukce | Kód instrukce |
| ------------- | ------------- | ------------- | ------------- | ------------- | ------------- | ------------- | ------------- | ------------- |
|               | 7             | 6             | 5             | 4             | 3             | 2             | 1             | 0             |
| 1. byte       | 0             | 0             | 1             | 1             | 0             | 1             | 1             | 0             |
| 2. byte       | konstanta     | konstanta     | konstanta     | konstanta     | konstanta     | konstanta     | konstanta     | konstanta     |

Instrukce ke svému vykonání potřebuje 3 M-cykly a doba jejího vykonání trvá 10 T-cyklů. To, že hodnota neukládá do registru, ale na adresu v paměti registrem určenou, je naznačeno kulatýmizávorkami.
Odpovídající instrukcí v instrukční sadě procesoru Intel 8080 je instrukce MVI.

##### Zápis konstanty na adresu v paměti určenou indexovým registrem
| Zápis konstanty na adresu v paměti určenou indexovým registrem | Zápis konstanty na adresu v paměti určenou indexovým registrem |
| -------------------------------------------------------------- | -------------------------------------------------------------- |
| ld (ix±N),N                                                    | ld (iy±N),N                                                    |

Instrukce slouží k uložení uložení konstanty na určenou adresu v paměti. Adresa, na kterou se konstanta uloží je určena obsahem registru IX nebo registru IY a offsetem.
| Kód instrukce | Kód instrukce | Kód instrukce | Kód instrukce | Kód instrukce | Kód instrukce | Kód instrukce | Kód instrukce | Kód instrukce |
| ------------- | ------------- | ------------- | ------------- | ------------- | ------------- | ------------- | ------------- | ------------- |
|               | 7             | 6             | 5             | 4             | 3             | 2             | 1             | 0             |
| 1. byte       | 1             | 1             | X             | 1             | 1             | 1             | 0             | 1             |
| 2. byte       | 0             | 0             | 1             | 1             | 0             | 1             | 1             | 0             |
| 3. byte       | offset        | offset        | offset        | offset        | offset        | offset        | offset        | offset        |
| 4. byte       | konstanta     | konstanta     | konstanta     | konstanta     | konstanta     | konstanta     | konstanta     | konstanta     |

Instrukce ke svému vykonání potřebuje 5 M-cyklů a doba jejího vykonání trvá 19 T-cyklů. Bit X určuje, zda bude instrukce pracovat s registrem IX (X = 0, první byte je pak prefix IX) nebo registrem IY (X = 1, první byte je pak prefix IY).
Odpovídající instrukce v instrukční sadě procesoru Intel 8080 nejsou.

#### Přesun hodnoty mezi registrem a místem v paměti

##### Adresa v paměti určená hodnotou registru
| Přesun hodnoty mezi registrem a paměťovým místem určeným hodnotou dvojice registrů | Přesun hodnoty mezi registrem a paměťovým místem určeným hodnotou dvojice registrů | Přesun hodnoty mezi registrem a paměťovým místem určeným hodnotou dvojice registrů | Přesun hodnoty mezi registrem a paměťovým místem určeným hodnotou dvojice registrů | Přesun hodnoty mezi registrem a paměťovým místem určeným hodnotou dvojice registrů | Přesun hodnoty mezi registrem a paměťovým místem určeným hodnotou dvojice registrů | Přesun hodnoty mezi registrem a paměťovým místem určeným hodnotou dvojice registrů | Přesun hodnoty mezi registrem a paměťovým místem určeným hodnotou dvojice registrů | Přesun hodnoty mezi registrem a paměťovým místem určeným hodnotou dvojice registrů |
| ---------------------------------------------------------------------------------- | ---------------------------------------------------------------------------------- | ---------------------------------------------------------------------------------- | ---------------------------------------------------------------------------------- | ---------------------------------------------------------------------------------- | ---------------------------------------------------------------------------------- | ---------------------------------------------------------------------------------- | ---------------------------------------------------------------------------------- | ---------------------------------------------------------------------------------- |
| ld (hl),a                                                                          | ld (hl),b                                                                          | ld (hl),c                                                                          | ld (hl),d                                                                          | ld (hl),e                                                                          | ld (hl),h                                                                          | ld (hl),l                                                                          | ld (bc),a                                                                          | ld (de),a                                                                          |
| ld a,(hl)                                                                          | ld b,(hl)                                                                          | ld c,(hl)                                                                          | ld d,(hl)                                                                          | ld e,(hl)                                                                          | ld h,(hl)                                                                          | ld l,(hl)                                                                          | ld a,(bc)                                                                          | ld a,(de)                                                                          |

Instrukci je možné obecně zapsat jako ld (r1),r2, resp. ld r2,(r1), kde r1 je zástupný symbol pro některou z dvojic registrů procesoru BC, DE a HL a r2 je zástupný symbol pro některý z registrů procesoru A, B, C, D, E, H a L, a slouží k přesunu hodnoty mezi dvěma registry. Délka instrukce je jeden byte.
| Kód instrukce pro přesun z registru do paměti při adresování registrem HL            | Kód instrukce pro přesun z registru do paměti při adresování registrem HL | Kód instrukce pro přesun z registru do paměti při adresování registrem HL | Kód instrukce pro přesun z registru do paměti při adresování registrem HL | Kód instrukce pro přesun z registru do paměti při adresování registrem HL | Kód instrukce pro přesun z registru do paměti při adresování registrem HL | Kód instrukce pro přesun z registru do paměti při adresování registrem HL | Kód instrukce pro přesun z registru do paměti při adresování registrem HL | Kód instrukce pro přesun z registru do paměti při adresování registrem HL |
| ------------------------------------------------------------------------------------ | ------------------------------------------------------------------------- | ------------------------------------------------------------------------- | ------------------------------------------------------------------------- | ------------------------------------------------------------------------- | ------------------------------------------------------------------------- | ------------------------------------------------------------------------- | ------------------------------------------------------------------------- | ------------------------------------------------------------------------- |
|                                                                                      | 7                                                                         | 6                                                                         | 5                                                                         | 4                                                                         | 3                                                                         | 2                                                                         | 1                                                                         | 0                                                                         |
| 1. byte                                                                              | 0                                                                         | 1                                                                         | 1                                                                         | 1                                                                         | 0                                                                         | zdrojový registr                                                          | zdrojový registr                                                          | zdrojový registr                                                          |
| Kód instrukce pro přesun z paměti do registru při adresování registrem HL            |                                                                           |                                                                           |                                                                           |                                                                           |                                                                           |                                                                           |                                                                           |                                                                           |
|                                                                                      | 7                                                                         | 6                                                                         | 5                                                                         | 4                                                                         | 3                                                                         | 2                                                                         | 1                                                                         | 0                                                                         |
| 1. byte                                                                              | 0                                                                         | 1                                                                         | cílový registr                                                            | cílový registr                                                            | cílový registr                                                            | 1                                                                         | 1                                                                         | 0                                                                         |
| Kód instrukce pro přesun mezi registrem a pamětí při adresování registrem BC nebo DE |                                                                           |                                                                           |                                                                           |                                                                           |                                                                           |                                                                           |                                                                           |                                                                           |
|                                                                                      | 7                                                                         | 6                                                                         | 5                                                                         | 4                                                                         | 3                                                                         | 2                                                                         | 1                                                                         | 0                                                                         |
| 1. byte                                                                              | 0                                                                         | 0                                                                         | 0                                                                         | R                                                                         | S                                                                         | 0                                                                         | 1                                                                         | 0                                                                         |

Není možné přenášet hodnotu mezi libovolným registrem a paměťovým místem pomocí adresovaného pomocí kterékoliv dvojice registrů. Obsah libovolného registru lze přenášet pouze pokud je pro adresi použita dvojice registrů HL, je-li k adresaci použit jiná dvojice registrů, je možné přenášet pouze obsah registru A.
Instrukce používající k adresaci paměti registr HL ke svému vykonání potřebuje 2 M-cykly a doba jejího vykonání trvá 7 T-cyklů. Zdrojový, resp. cílový registr je v operačním kódu instrukce kódován stejným způsobem, jako v případě instrukce pro naplnění registru konstantou ld r,N.
Instrukce používající k adresaci paměti registr BC nebo DE ke svému vykonání potřebuje také 2 M-cykly a doba jejího vykonání trvá 7 T-cyklů. Zdrojový, resp. cílový registr je v instrukci kódovány pomocí bitu R (0 - registr BC, 1 - registr DE) a bit S určuje směr přenosu (0 - z registru do paměti, 1 - z paměti do registru).
Odpovídající instrukcemi v instrukční sadě procesoru Intel 8080 je instrukce MOV v případě instrukcí využívající k adresování paměti registr HL a instrukce LDAX a STAX v případě instrukcí využívající k adresování paměti registr BC nebo DE.

##### Adresa v paměti určená konstantou
| Přesun hodnoty mezi registrem a paměťovým místem určeným konstantou | Přesun hodnoty mezi registrem a paměťovým místem určeným konstantou |
| ------------------------------------------------------------------- | ------------------------------------------------------------------- |
| ld (NN),a                                                           | ld a,(NN)                                                           |

Instrukce slouží k přesunu hodnoty mezi registrem A a paměťovým místem určeným konstantou.
| Kód instrukce | Kód instrukce     | Kód instrukce     | Kód instrukce     | Kód instrukce     | Kód instrukce     | Kód instrukce     | Kód instrukce     | Kód instrukce     |
| ------------- | ----------------- | ----------------- | ----------------- | ----------------- | ----------------- | ----------------- | ----------------- | ----------------- |
|               | 7                 | 6                 | 5                 | 4                 | 3                 | 2                 | 1                 | 0                 |
| 1. byte       | 0                 | 0                 | 1                 | 1                 | S                 | 0                 | 1                 | 0                 |
| 2. byte       | nižší byte adresy | nižší byte adresy | nižší byte adresy | nižší byte adresy | nižší byte adresy | nižší byte adresy | nižší byte adresy | nižší byte adresy |
| 3. byte       | vyšší byte adresy | vyšší byte adresy | vyšší byte adresy | vyšší byte adresy | vyšší byte adresy | vyšší byte adresy | vyšší byte adresy | vyšší byte adresy |

Instrukce ke svému vykonání potřebuje 4 M-cykly a doba jejího vykonání trvá 13 T-cyklů. Směr přenosu je určen bitem S (0 - z registru do paměti, 1 - z paměti do registru).
Odpovídajícími instrukcemi v instrukční sadě procesoru Intel 8080 jsou instrukce LDA (odpovídá instrukci ld a,(NN)) a STA (odpovídá instrukci ld (NN),a).

##### Adresa v paměti určená hodnotou indexového registru
| Přesun hodnoty mezi registrem a paměťovým místem určeným hodnotou indexového registru | Přesun hodnoty mezi registrem a paměťovým místem určeným hodnotou indexového registru | Přesun hodnoty mezi registrem a paměťovým místem určeným hodnotou indexového registru | Přesun hodnoty mezi registrem a paměťovým místem určeným hodnotou indexového registru | Přesun hodnoty mezi registrem a paměťovým místem určeným hodnotou indexového registru | Přesun hodnoty mezi registrem a paměťovým místem určeným hodnotou indexového registru | Přesun hodnoty mezi registrem a paměťovým místem určeným hodnotou indexového registru |
| ------------------------------------------------------------------------------------- | ------------------------------------------------------------------------------------- | ------------------------------------------------------------------------------------- | ------------------------------------------------------------------------------------- | ------------------------------------------------------------------------------------- | ------------------------------------------------------------------------------------- | ------------------------------------------------------------------------------------- |
| ld (ix±N),a                                                                           | ld (ix±N),b                                                                           | ld (ix±N),c                                                                           | ld (ix±N),d                                                                           | ld (ix±N),e                                                                           | ld (ix±N),h                                                                           | ld (ix±N),l                                                                           |
| ld a,(ix±N)                                                                           | ld b,(ix±N)                                                                           | ld c,(ix±N)                                                                           | ld d,(ix±N)                                                                           | ld e,(ix±N)                                                                           | ld h,(ix±N)                                                                           | ld l,(ix±N)                                                                           |
| ld (iy±N),a                                                                           | ld (iy±N),b                                                                           | ld (iy±N),c                                                                           | ld (iy±N),d                                                                           | ld (iy±N),e                                                                           | ld (iy±N),h                                                                           | ld (iy±N),l                                                                           |
| ld a,(iy±N)                                                                           | ld b,(iy±N)                                                                           | ld c,(iy±N)                                                                           | ld d,(iy±N)                                                                           | ld e,(iy±N)                                                                           | ld h,(iy±N)                                                                           | ld l,(iy±N)                                                                           |

Instrukce slouží k přesunu hodnoty mezi některým registrem a paměťovým místem určeným hodnotou indexového registru a offsetem.
| Kód instrukce pro přesun z registru do paměti | Kód instrukce pro přesun z registru do paměti | Kód instrukce pro přesun z registru do paměti | Kód instrukce pro přesun z registru do paměti | Kód instrukce pro přesun z registru do paměti | Kód instrukce pro přesun z registru do paměti | Kód instrukce pro přesun z registru do paměti | Kód instrukce pro přesun z registru do paměti | Kód instrukce pro přesun z registru do paměti |
| --------------------------------------------- | --------------------------------------------- | --------------------------------------------- | --------------------------------------------- | --------------------------------------------- | --------------------------------------------- | --------------------------------------------- | --------------------------------------------- | --------------------------------------------- |
|                                               | 7                                             | 6                                             | 5                                             | 4                                             | 3                                             | 2                                             | 1                                             | 0                                             |
| 1. byte                                       | 1                                             | 1                                             | X                                             | 1                                             | 1                                             | 1                                             | 0                                             | 1                                             |
| 2. byte                                       | 0                                             | 1                                             | 1                                             | 1                                             | 0                                             | zdrojový registr                              | zdrojový registr                              | zdrojový registr                              |
| 3. byte                                       | offset                                        | offset                                        | offset                                        | offset                                        | offset                                        | offset                                        | offset                                        | offset                                        |
| Kód instrukce pro přesun z paměti do registru |                                               |                                               |                                               |                                               |                                               |                                               |                                               |                                               |
|                                               | 7                                             | 6                                             | 5                                             | 4                                             | 3                                             | 2                                             | 1                                             | 0                                             |
| 1. byte                                       | 1                                             | 1                                             | X                                             | 1                                             | 1                                             | 1                                             | 0                                             | 1                                             |
| 2. byte                                       | 0                                             | 1                                             | cílový registr                                | cílový registr                                | cílový registr                                | 1                                             | 1                                             | 0                                             |
| 3. byte                                       | offset                                        | offset                                        | offset                                        | offset                                        | offset                                        | offset                                        | offset                                        | offset                                        |

Instrukce ke svému vykonání potřebuje 5 M-cyklů a doba jejího vykonání trvá 19 T-cyklů. Bit X určuje, zda bude instrukce pracovat s registrem IX (X = 0, první byte je pak prefix IX) nebo registrem IY (X = 1, první byte je pak prefix IY).
Odpovídající instrukce v instrukční sadě procesoru Intel 8080 nejsou.

#### Operace s polovinami indexových registrů
Instrukce pro přesun hodnoty mezi registrem a polovinou indexového registru nejsou značeny jednotně, překladač assembleru Prometheus označuje poloviny indexových registrů jako hx, lx, hy a ly, překladač assembleru MRS je označuje jako xh, xl, yh a yl, některé překladače assembleru, např. Gens s instrukcemi používající poloviny indexových registrů neumí pracovat vůbec.
| Přesun hodnoty mezi registrem a polovinou indexového registru | Přesun hodnoty mezi registrem a polovinou indexového registru | Přesun hodnoty mezi registrem a polovinou indexového registru | Přesun hodnoty mezi registrem a polovinou indexového registru | Přesun hodnoty mezi registrem a polovinou indexového registru | Přesun hodnoty mezi registrem a polovinou indexového registru | Přesun hodnoty mezi registrem a polovinou indexového registru |
| ------------------------------------------------------------- | ------------------------------------------------------------- | ------------------------------------------------------------- | ------------------------------------------------------------- | ------------------------------------------------------------- | ------------------------------------------------------------- | ------------------------------------------------------------- |
| ld lx,a                                                       | ld lx,b                                                       | ld lx,c                                                       | ld lx,d                                                       | ld lx,e                                                       | ld lx,hx                                                      | ld lx,lx                                                      |
| ld a,lx                                                       | ld b,lx                                                       | ld c,lx                                                       | ld d,lx                                                       | ld e,lx                                                       | ld hx,lx                                                      | ld lx,lx                                                      |
| ld hx,a                                                       | ld hx,b                                                       | ld hx,c                                                       | ld hx,d                                                       | ld hx,e                                                       | ld hx,hx                                                      | ld hx,lx                                                      |
| ld a,hx                                                       | ld b,hx                                                       | ld c,hx                                                       | ld d,hx                                                       | ld e,hx                                                       | ld hx,hx                                                      | ld lx,hx                                                      |
| ld ly,a                                                       | ld ly,b                                                       | ld ly,c                                                       | ld ly,d                                                       | ld ly,e                                                       | ld ly,hy                                                      | ld ly,ly                                                      |
| ld a,ly                                                       | ld b,ly                                                       | ld c,ly                                                       | ld d,ly                                                       | ld e,ly                                                       | ld hy,ly                                                      | ld ly,ly                                                      |
| ld hy,a                                                       | ld hy,b                                                       | ld hy,c                                                       | ld hy,d                                                       | ld hy,e                                                       | ld hy,hy                                                      | ld hy,ly                                                      |
| ld a,hy                                                       | ld b,hy                                                       | ld c,hy                                                       | ld d,hy                                                       | ld e,hy                                                       | ld hy,hy                                                      | ld ly,hy                                                      |

| Naplnění poloviny indexového registru konstantou | Naplnění poloviny indexového registru konstantou |
| ------------------------------------------------ | ------------------------------------------------ |
| ld lx,N                                          | ld hx,N                                          |
| ld ly,N                                          | ld hy,N                                          |

### Operace s šestnáctibitovými operandy

#### Naplnění dvojice registrů konstantou
| Naplnění dvojice registrů konstantou | Naplnění dvojice registrů konstantou | Naplnění dvojice registrů konstantou |
| ------------------------------------ | ------------------------------------ | ------------------------------------ |
| ld bc,NN                             | ld de,NN                             | ld hl,NN                             |
| Nastavení ukazatele zásobníku        |                                      |                                      |
| ld sp,NN                             |                                      |                                      |

Instrukce slouží k naplnění dvojice registrů nebo ukazatele zásobníku konstantou. Délka instrukce je tři byty, druhý a třetí byte obsahují hodnotu konstanty.
| Kód instrukce | Kód instrukce        | Kód instrukce        | Kód instrukce        | Kód instrukce        | Kód instrukce        | Kód instrukce        | Kód instrukce        | Kód instrukce        |
| ------------- | -------------------- | -------------------- | -------------------- | -------------------- | -------------------- | -------------------- | -------------------- | -------------------- |
|               | 7                    | 6                    | 5                    | 4                    | 3                    | 2                    | 1                    | 0                    |
| 1. byte       | 0                    | 0                    | cílový registr       | cílový registr       | 0                    | 0                    | 0                    | 1                    |
| 2. byte       | nižší byte konstanty | nižší byte konstanty | nižší byte konstanty | nižší byte konstanty | nižší byte konstanty | nižší byte konstanty | nižší byte konstanty | nižší byte konstanty |
| 3. byte       | vyšší byte konstanty | vyšší byte konstanty | vyšší byte konstanty | vyšší byte konstanty | vyšší byte konstanty | vyšší byte konstanty | vyšší byte konstanty | vyšší byte konstanty |

Obecně je možné tuto instrukci zapsat jako ld rr,NN, kde rr je zástupný symbol pro některou z dvojic registrů procesoru BC, DE, HL, nebo ukazatel zásobníku SP. Instrukce ke svému vykonání potřebuje 3 M-cykly a doba jejího vykonání trvá 10 T-cyklů. Registr, se kterým instrukce pracuje, zakódován ve čtvrtém a pátém bitu operačního kódu instrukce. Tato dvojice bitů je jednotlivým registrům přiřazena jako:
00 - dvojice registrů BC, 01 - dvojice registrů DE, 10 - dvojice registrů HL, 11 - ukazatel na zásobník SP. Odpovídajícími instrukcemi v instrukční sadě procesoru Intel 8080 jsou instrukce LXI.

##### Naplnění indexového registru konstantou
| Naplnění indexového registru konstantou | Naplnění indexového registru konstantou |
| --------------------------------------- | --------------------------------------- |
| ld ix,NN                                | ld iy,NN                                |

Instrukce slouží k naplnění indexového registru konstantou. Délka instrukce je čtyři byty, třetí a čtvrtý byte obsahují hodnotu konstanty.
| Kód instrukce | Kód instrukce        | Kód instrukce        | Kód instrukce        | Kód instrukce        | Kód instrukce        | Kód instrukce        | Kód instrukce        | Kód instrukce        |
| ------------- | -------------------- | -------------------- | -------------------- | -------------------- | -------------------- | -------------------- | -------------------- | -------------------- |
|               | 7                    | 6                    | 5                    | 4                    | 3                    | 2                    | 1                    | 0                    |
| 1. byte       | 1                    | 1                    | X                    | 1                    | 1                    | 1                    | 0                    | 1                    |
| 2. byte       | 0                    | 0                    | 1                    | 0                    | 0                    | 0                    | 0                    | 1                    |
| 3. byte       | nižší byte konstanty | nižší byte konstanty | nižší byte konstanty | nižší byte konstanty | nižší byte konstanty | nižší byte konstanty | nižší byte konstanty | nižší byte konstanty |
| 4. byte       | vyšší byte konstanty | vyšší byte konstanty | vyšší byte konstanty | vyšší byte konstanty | vyšší byte konstanty | vyšší byte konstanty | vyšší byte konstanty | vyšší byte konstanty |

Instrukce ke svému vykonání potřebuje 4 M-cyklů a doba jejího vykonání trvá 14 T-cyklů. Bit X určuje, zda bude instrukce pracovat s registrem IX (X = 0, první byte je pak prefix IX) nebo registrem IY (X = 1, první byte je pak prefix IY).
Odpovídající instrukce v instrukční sadě procesoru Intel 8080 nejsou.

#### Přesun hodnoty mezi dvojicí registrů a místem v paměti
| Přesun hodnoty mezi dvojicí registrů a paměťovým místem určeným konstantou     | Přesun hodnoty mezi dvojicí registrů a paměťovým místem určeným konstantou | Přesun hodnoty mezi dvojicí registrů a paměťovým místem určeným konstantou |
| ------------------------------------------------------------------------------ | -------------------------------------------------------------------------- | -------------------------------------------------------------------------- |
| ld bc,(NN)                                                                     | ld de,(NN)                                                                 | ld hl,(NN)                                                                 |
| ld (NN),bc                                                                     | ld (NN),de                                                                 | ld (NN),hl                                                                 |
| Přesun hodnoty mezi ukazatelem zásobníku a paměťovým místem určeným konstantou |                                                                            |                                                                            |
| ld sp,(NN)                                                                     |                                                                            |                                                                            |
| ld (NN),sp                                                                     |                                                                            |                                                                            |

Instrukce slouží k přesunu hodnoty mezi dvojicí registrů nebo ukazatelem na zásobník a paměťovým místem určeným konstantou. Instrukce ld hl,(NN) a ld (NN),hl jsou v instrukčním souboru procesoru z hardwarových důvodů dvakrát.
| Kód instrukce | Kód instrukce     | Kód instrukce     | Kód instrukce     | Kód instrukce     | Kód instrukce     | Kód instrukce     | Kód instrukce     | Kód instrukce     |
| ------------- | ----------------- | ----------------- | ----------------- | ----------------- | ----------------- | ----------------- | ----------------- | ----------------- |
|               | 7                 | 6                 | 5                 | 4                 | 3                 | 2                 | 1                 | 0                 |
| 1. byte       | 1                 | 1                 | 1                 | 0                 | 1                 | 1                 | 0                 | 1                 |
| 2. byte       | 0                 | 1                 | cílový registr    | cílový registr    | S                 | 0                 | 1                 | 1                 |
| 3. byte       | nižší byte adresy | nižší byte adresy | nižší byte adresy | nižší byte adresy | nižší byte adresy | nižší byte adresy | nižší byte adresy | nižší byte adresy |
| 4. byte       | vyšší byte adresy | vyšší byte adresy | vyšší byte adresy | vyšší byte adresy | vyšší byte adresy | vyšší byte adresy | vyšší byte adresy | vyšší byte adresy |

| Kód duplicitní instrukce (pouze pro dvojici registrů HL) | Kód duplicitní instrukce (pouze pro dvojici registrů HL) | Kód duplicitní instrukce (pouze pro dvojici registrů HL) | Kód duplicitní instrukce (pouze pro dvojici registrů HL) | Kód duplicitní instrukce (pouze pro dvojici registrů HL) | Kód duplicitní instrukce (pouze pro dvojici registrů HL) | Kód duplicitní instrukce (pouze pro dvojici registrů HL) | Kód duplicitní instrukce (pouze pro dvojici registrů HL) | Kód duplicitní instrukce (pouze pro dvojici registrů HL) |
| -------------------------------------------------------- | -------------------------------------------------------- | -------------------------------------------------------- | -------------------------------------------------------- | -------------------------------------------------------- | -------------------------------------------------------- | -------------------------------------------------------- | -------------------------------------------------------- | -------------------------------------------------------- |
|                                                          | 7                                                        | 6                                                        | 5                                                        | 4                                                        | 3                                                        | 2                                                        | 1                                                        | 0                                                        |
| 1. byte                                                  | 0                                                        | 0                                                        | 1                                                        | 0                                                        | S                                                        | 0                                                        | 1                                                        | 0                                                        |
| 2. byte                                                  | nižší byte adresy                                        | nižší byte adresy                                        | nižší byte adresy                                        | nižší byte adresy                                        | nižší byte adresy                                        | nižší byte adresy                                        | nižší byte adresy                                        | nižší byte adresy                                        |
| 3. byte                                                  | vyšší byte adresy                                        | vyšší byte adresy                                        | vyšší byte adresy                                        | vyšší byte adresy                                        | vyšší byte adresy                                        | vyšší byte adresy                                        | vyšší byte adresy                                        | vyšší byte adresy                                        |

Instrukce ke svému vykonání potřebuje 6 M-cyklů a doba jejího vykonání trvá 20 T-cyklů. duplicitní instrukce pracující pouze s registrem HL je o něco rychlejší, potřebuje ke svému vykonání pouze 5 M-cyklů a doba jejího vykonání trvá 16 T-cyklů. Směr přenosu je v obou případech určen bitem S (0 - z registru do paměti, 1 - z paměti do registru).
Odpovídající instrukce v instrukční sadě procesoru Intel 8080 existují pouze pro duplicitní instrukce pracující s dvojicí registrů HL a jsou to instrukce LHLD (odpovídá instrukci ld HL,(NN)) a SHLD (odpovídá instrukci ld (NN),HL).

##### Přesun hodnoty mezi indexovým registrem a místem v paměti
| Přesun hodnoty mezi indexovým registrem a paměťovým místem určeným konstantou | Přesun hodnoty mezi indexovým registrem a paměťovým místem určeným konstantou | Přesun hodnoty mezi indexovým registrem a paměťovým místem určeným konstantou |
| ----------------------------------------------------------------------------- | ----------------------------------------------------------------------------- | ----------------------------------------------------------------------------- |
| ld ix,(NN)                                                                    | ld iy,(NN)                                                                    |                                                                               |
| ld (NN),ix                                                                    | ld (NN),iy                                                                    |                                                                               |

Instrukce slouží k přesunu hodnoty mezi indexovým registrem a paměťovým místem určeným konstantou.
| Kód instrukce | Kód instrukce     | Kód instrukce     | Kód instrukce     | Kód instrukce     | Kód instrukce     | Kód instrukce     | Kód instrukce     | Kód instrukce     |
| ------------- | ----------------- | ----------------- | ----------------- | ----------------- | ----------------- | ----------------- | ----------------- | ----------------- |
|               | 7                 | 6                 | 5                 | 4                 | 3                 | 2                 | 1                 | 0                 |
| 1. byte       | 1                 | 1                 | X                 | 1                 | 1                 | 1                 | 0                 | 1                 |
| 2. byte       | 0                 | 0                 | 1                 | 0                 | S                 | 0                 | 1                 | 0                 |
| 3. byte       | nižší byte adresy | nižší byte adresy | nižší byte adresy | nižší byte adresy | nižší byte adresy | nižší byte adresy | nižší byte adresy | nižší byte adresy |
| 4. byte       | vyšší byte adresy | vyšší byte adresy | vyšší byte adresy | vyšší byte adresy | vyšší byte adresy | vyšší byte adresy | vyšší byte adresy | vyšší byte adresy |

Instrukce ke svému vykonání potřebuje 6 M-cyklů a doba jejího vykonání trvá 20 T-cyklů. Směr přenosu je v obou případech určen bitem S (0 - z registru do paměti, 1 - z paměti do registru). Bit X určuje, zda bude instrukce pracovat s registrem IX (X = 0, první byte je pak prefix IX) nebo registrem IY (X = 1, první byte je pak prefix IY).
Odpovídající instrukce v instrukční sadě procesoru Intel 8080 nejsou.

#### Přesun hodnoty z dvojice registrů do ukazatele zásobníku
| Přesun hodnoty z dvojice registrů do ukazatele zásobníku |
| -------------------------------------------------------- |
| ld sp,hl                                                 |

Instrukce slouží k přesunu hodnoty z dvojice registrů do ukazatele zásobníku. Délka instrukce je jeden byte.
| Kód instrukce | Kód instrukce | Kód instrukce | Kód instrukce | Kód instrukce | Kód instrukce | Kód instrukce | Kód instrukce | Kód instrukce |
| ------------- | ------------- | ------------- | ------------- | ------------- | ------------- | ------------- | ------------- | ------------- |
|               | 7             | 6             | 5             | 4             | 3             | 2             | 1             | 0             |
| 1. byte       | 1             | 1             | 1             | 1             | 1             | 0             | 0             | 1             |

Instrukce ke svému vykonání potřebuje 1 M-cyklus a doba jejího vykonání trvá 6 T-cyklů.
Odpovídající instrukcí v instrukční sadě procesoru Intel 8080 je instrukce SPHL.

##### Přesun hodnoty z indexového registru do ukazatele zásobníku
| Přesun hodnoty z indexového registru do ukazatele zásobníku | Přesun hodnoty z indexového registru do ukazatele zásobníku |
| ----------------------------------------------------------- | ----------------------------------------------------------- |
| ld sp,ix                                                    | ld sp,iy                                                    |

Instrukce slouží k přesunu hodnoty z indexového registru do ukazatele zásobníku. Délka instrukce je dva byty.
| Kód instrukce | Kód instrukce | Kód instrukce | Kód instrukce | Kód instrukce | Kód instrukce | Kód instrukce | Kód instrukce | Kód instrukce |
| ------------- | ------------- | ------------- | ------------- | ------------- | ------------- | ------------- | ------------- | ------------- |
|               | 7             | 6             | 5             | 4             | 3             | 2             | 1             | 0             |
| 1. byte       | 1             | 1             | X             | 1             | 1             | 1             | 0             | 1             |
| 2. byte       | 1             | 1             | 1             | 1             | 1             | 0             | 0             | 1             |

Instrukce ke svému vykonání potřebuje 2 M-cykly a doba jejího vykonání trvá 10 T-cyklů. Bit X určuje, zda bude instrukce pracovat s registrem IX (X = 0, první byte je pak prefix IX) nebo registrem IY (X = 1, první byte je pak prefix IY).
Odpovídající instrukce v instrukční sadě procesoru Intel 8080 nejsou.

## Umístění instrukcí ld v souboru instrukcí
| Rozmístění instrukcí ld v instrukčním souboru procesoru Z80 | Rozmístění instrukcí ld v instrukčním souboru procesoru Z80 | Rozmístění instrukcí ld v instrukčním souboru procesoru Z80 | Rozmístění instrukcí ld v instrukčním souboru procesoru Z80 | Rozmístění instrukcí ld v instrukčním souboru procesoru Z80 | Rozmístění instrukcí ld v instrukčním souboru procesoru Z80 | Rozmístění instrukcí ld v instrukčním souboru procesoru Z80 | Rozmístění instrukcí ld v instrukčním souboru procesoru Z80 | Rozmístění instrukcí ld v instrukčním souboru procesoru Z80 | Rozmístění instrukcí ld v instrukčním souboru procesoru Z80 | Rozmístění instrukcí ld v instrukčním souboru procesoru Z80 | Rozmístění instrukcí ld v instrukčním souboru procesoru Z80 | Rozmístění instrukcí ld v instrukčním souboru procesoru Z80 | Rozmístění instrukcí ld v instrukčním souboru procesoru Z80 | Rozmístění instrukcí ld v instrukčním souboru procesoru Z80 | Rozmístění instrukcí ld v instrukčním souboru procesoru Z80 | Rozmístění instrukcí ld v instrukčním souboru procesoru Z80 |    |
| ##                                                          | .0                                                          | .1                                                          | .2                                                          | .3                                                          | .4                                                          | .5                                                          | .6                                                          | .7                                                          | .8                                                          | .9                                                          | .A                                                          | .B                                                          | .C                                                          | .D                                                          | .E                                                          | .F                                                          | .F |
| ----------------------------------------------------------- | ----------------------------------------------------------- | ----------------------------------------------------------- | ----------------------------------------------------------- | ----------------------------------------------------------- | ----------------------------------------------------------- | ----------------------------------------------------------- | ----------------------------------------------------------- | ----------------------------------------------------------- | ----------------------------------------------------------- | ----------------------------------------------------------- | ----------------------------------------------------------- | ----------------------------------------------------------- | ----------------------------------------------------------- | ----------------------------------------------------------- | ----------------------------------------------------------- | ----------------------------------------------------------- | -- |
| 0.                                                          |                                                             | ld bc,NN                                                    | ld (bc),a                                                   |                                                             |                                                             |                                                             | ld b,N                                                      |                                                             |                                                             |                                                             | ld a,(bc)                                                   |                                                             |                                                             |                                                             | ld c,N                                                      |                                                             |    |
| 1.                                                          |                                                             | ld de,NN                                                    | ld (de),a                                                   |                                                             |                                                             |                                                             | ld d,N                                                      |                                                             |                                                             |                                                             | ld a,(de)                                                   |                                                             |                                                             |                                                             | ld e,N                                                      |                                                             |    |
| 2.                                                          |                                                             | ld hl,NN                                                    | ld (NN),hl                                                  |                                                             |                                                             |                                                             | ld h,N                                                      |                                                             |                                                             |                                                             | ld hl,(NN)                                                  |                                                             |                                                             |                                                             | ld l,N                                                      |                                                             |    |
| 3.                                                          |                                                             | ld sp,NN                                                    | ld (NN),a                                                   |                                                             |                                                             |                                                             | ld (hl),N                                                   |                                                             |                                                             |                                                             | ld a,(NN)                                                   |                                                             |                                                             |                                                             | ld a,N                                                      |                                                             |    |
| 4.                                                          | ld b,b                                                      | ld b,c                                                      | ld b,d                                                      | ld b,e                                                      | ld b,h                                                      | ld b,l                                                      | ld b,(hl)                                                   | ld b,a                                                      | ld c,b                                                      | ld c,c                                                      | ld c,d                                                      | ld c,e                                                      | ld c,h                                                      | ld c,l                                                      | ld c,(hl)                                                   | ld c,a                                                      |    |
| 5.                                                          | ld d,b                                                      | ld d,c                                                      | ld d,d                                                      | ld d,e                                                      | ld d,h                                                      | ld d,l                                                      | ld d,(hl)                                                   | ld d,a                                                      | ld e,b                                                      | ld e,c                                                      | ld e,d                                                      | ld e,e                                                      | ld e,h                                                      | ld e,l                                                      | ld e,(hl)                                                   | ld e,a                                                      |    |
| 6.                                                          | ld h,b                                                      | ld h,c                                                      | ld h,d                                                      | ld h,e                                                      | ld h,h                                                      | ld h,l                                                      | ld h,(hl)                                                   | ld h,a                                                      | ld l,b                                                      | ld l,c                                                      | ld l,d                                                      | ld l,e                                                      | ld l,h                                                      | ld l,l                                                      | ld l,(hl)                                                   | ld l,a                                                      |    |
| 7.                                                          | ld (hl),b                                                   | ld (hl),c                                                   | ld (hl),d                                                   | ld (hl),e                                                   | ld (hl),h                                                   | ld (hl),l                                                   |                                                             | ld (hl),a                                                   | ld a,b                                                      | ld a,c                                                      | ld a,d                                                      | ld a,e                                                      | ld a,h                                                      | ld a,l                                                      | ld a,(hl)                                                   | ld a,a                                                      |    |
| F.                                                          |                                                             |                                                             |                                                             |                                                             |                                                             |                                                             |                                                             |                                                             |                                                             | ld sp,hl                                                    |                                                             |                                                             |                                                             |                                                             |                                                             |                                                             |    |
| Po prefixu ED                                               |                                                             |                                                             |                                                             |                                                             |                                                             |                                                             |                                                             |                                                             |                                                             |                                                             |                                                             |                                                             |                                                             |                                                             |                                                             |                                                             |    |
| 4.                                                          |                                                             |                                                             |                                                             | ld (NN),bc                                                  |                                                             |                                                             |                                                             | ld i,a                                                      |                                                             |                                                             |                                                             | ld bc,(NN)                                                  |                                                             |                                                             |                                                             | ld r,a                                                      |    |
| 5.                                                          |                                                             |                                                             |                                                             | ld (NN),de                                                  |                                                             |                                                             |                                                             | ld a,i                                                      |                                                             |                                                             |                                                             | ld de,(NN)                                                  |                                                             |                                                             |                                                             | ld a,r                                                      |    |
| 6.                                                          |                                                             |                                                             |                                                             | ld (NN),hl                                                  |                                                             |                                                             |                                                             |                                                             |                                                             |                                                             |                                                             | ld hl,(NN)                                                  |                                                             |                                                             |                                                             |                                                             |    |
| 7.                                                          |                                                             |                                                             |                                                             | ld (NN),sp                                                  |                                                             |                                                             |                                                             |                                                             |                                                             |                                                             |                                                             | ld sp,(NN)                                                  |                                                             |                                                             |                                                             |                                                             |    |
| S indexovým registrem IX                                    |                                                             |                                                             |                                                             |                                                             |                                                             |                                                             |                                                             |                                                             |                                                             |                                                             |                                                             |                                                             |                                                             |                                                             |                                                             |                                                             |    |
| 2.                                                          |                                                             | ld ix,NN                                                    | ld (NN),ix                                                  |                                                             |                                                             |                                                             | ld hx,N                                                     |                                                             |                                                             |                                                             | ld ix,(NN)                                                  |                                                             |                                                             |                                                             | ld lx,N                                                     |                                                             |    |
| 3.                                                          |                                                             |                                                             |                                                             |                                                             |                                                             |                                                             | ld (ix±N),N                                                 |                                                             |                                                             |                                                             |                                                             |                                                             |                                                             |                                                             |                                                             |                                                             |    |
| 4.                                                          |                                                             |                                                             |                                                             |                                                             | ld b,hx                                                     | ld b,lx                                                     | ld b,(ix±N)                                                 |                                                             |                                                             |                                                             |                                                             |                                                             | ld c,hx                                                     | ld c,lx                                                     | ld c,(ix±N)                                                 |                                                             |    |
| 5.                                                          |                                                             |                                                             |                                                             |                                                             | ld d,hx                                                     | ld d,lx                                                     | ld d,(ix±N)                                                 |                                                             |                                                             |                                                             |                                                             |                                                             | ld e,hx                                                     | ld e,lx                                                     | ld e,(ix±N)                                                 |                                                             |    |
| 6.                                                          | ld hx,b                                                     | ld hx,c                                                     | ld hx,d                                                     | ld hx,e                                                     | ld hx,h                                                     | ld hx,l                                                     | ld h,(ix±N)                                                 | ld hx,a                                                     | ld lx,b                                                     | ld lx,c                                                     | ld lx,d                                                     | ld lx,e                                                     | ld lx,h                                                     | ld lx,l                                                     | ld l,(ix±N)                                                 | ld lx,a                                                     |    |
| 7.                                                          | ld (ix±N),b                                                 | ld (ix±N),c                                                 | ld (ix±N),d                                                 | ld (ix±N),e                                                 | ld (ix±N),h                                                 | ld (ix±N),l                                                 |                                                             | ld (ix±N),a                                                 |                                                             |                                                             |                                                             |                                                             | ld a,hx                                                     | ld a,lx                                                     | ld a,(ix±N)                                                 |                                                             |    |
| F.                                                          |                                                             |                                                             |                                                             |                                                             |                                                             |                                                             |                                                             |                                                             |                                                             | ld sp,ix                                                    |                                                             |                                                             |                                                             |                                                             |                                                             |                                                             |    |